# 米澤藩
米澤藩（日语：／ Yonezawa han */?）是日本江戶時代一個藩屬領地，位於出羽國置賜郡，藩廳位於米澤城（今山形縣米澤市）。藩主是上杉氏。石高收入為30萬，後來曾改為15萬、18萬及14萬7千。

## 藩史
在戰國時代，米澤一帶是伊達氏的領地。1591年，伊達政宗被豐臣秀吉移封至岩出山城，並由蒲生氏連同會津一帶管治，之後蒲生氏鄉過身，豐臣秀吉派遣上杉景勝管治。景勝的家臣直江兼續領有米澤領內的30萬石。1598年豐臣秀吉病逝，由豐臣秀賴繼承，政局開始動盪，與另一名五大老德川家康敵對。後來更因為家康征伐會津中途回到近畿爆發關原之戰，結果德川家康取得勝利。1601年，上杉景勝受到了領土減少的處分，不過沒有完全被沒收，減封後只剩下米澤30萬石，領土為置賜郡內18萬石以及信夫郡12萬石。
藩設立初期盡量維持6000人家臣團的規模，在鼓勵商業與開發新田等政策推動下，籓財政擁有實收51萬石的水準，因此尚能負擔。然而第三代當主綱勝突然病逝後幾乎陷入無子繼承而廢藩的危機。由吉良義央僅1歲的兒子以上杉綱憲（其母為上杉綱勝妹，嫁給吉良義央的富子）的名義繼續統治，而領地收入只剩下置賜郡的15萬石，藩政陷入危機，開始出現對幕府的嚴重負債。
這個情況至第九代上杉鷹山繼任後得以改善，鷹山是秋月氏秋月種美的次男，上任後率先在家內節流，削減不必要的支出，重用竹俁當綱及莅戶善政，親自耕種農地，積極種植桑樹及漆樹改善藩政收入，又將絹織物專賣，招攬儒學者細井平州在領內的藩校興讓館執教，廢除了藩內的官位世襲制。雖然新政受到守舊派的反對，甚至是對鷹山的彈劾，這群守舊派後來大多被迫隱居或切腹。鷹山實行新政相當成功，成功還清幕府的債務，即使鷹山隱居讓位給後代，仍然積極管理藩政。
幕末時期，米澤藩加入奧羽越列藩同盟對抗新政府軍，米澤藩在出羽及越後國境邊界大里峠投降，出兵攻擊庄內藩。領地則因為對抗新政府的關係減封到只有14萬7千石。1869年與米澤新田藩合併。1871年，因廢藩置縣的關係成為了米澤縣，經過了縣的合併後成為了山形縣的一部份。1884年，藩主家成為了華族的一份子。
以下的列表簡單表明米澤藩儲備及負債
- 綱勝繼任時：13萬兩。
- 治憲（鷹山）繼任時：負20萬多兩。
- 治廣繼任時：負10萬多兩
- 齊憲繼任時：5萬兩。

## 歷代藩主
上杉家 外樣 30萬石→15萬石→18萬石→14萬7千石
1. 景勝（1601年-1623年）
2. 定勝（1623年-1645年）
3. 綱勝（1645年-1664年）
4. 綱憲（1664年-1703年）被削減至15萬石
5. 吉憲（1703年-1722年）
6. 宗憲（1722年-1734年）
7. 宗房（1734年-1746年）
8. 重定（1746年-1767年）
9. 治憲（1768年-1785年）
10. 治廣（1785年-1812年）
11. 齊定（1812年-1839年）
12. 齊憲（1839年-1869年）增封至18萬石
13. 茂憲（1869年-1871年）被削減至14萬7千石

## 支藩
- 上杉新田藩

1719年創立，第五代藩主吉憲之弟勝周以新田分知而創立的支藩。藩廳在米澤城二丸。明治維新後，因本藩領地縮減導致難以經營而與米澤藩合併。

### 歷代藩主
上杉家 外樣 1萬石
1. 勝周（1719年-1747年）
2. 勝承（1747年-1785年）
3. 勝定（1785年-1815年）
4. 勝義（1815年-1842年）
5. 勝道（1842年-1869年）